# Братські могили
На братських могилах не ставлять хрести.

Удови на них не ридають.

Приносять до них люди квіти живі,

і  Вічний  Вогонь зберігають.

Де дибки ставала раніше земля –

гранітні  тепер  лише  плити.

Тут жодної долі окремо нема,

всі долі в одну спільну злиті.

[

На братских могилах не ставят крестов

И вдовы на них не рыдают.

К ним кто-то приносит букеты цветов

И Вечный огонь зажигает.

Здесь раньше вставала земля на дыбы,

А нынче — гранитные плиты.

Здесь нет ни одной персональной судьбы,

Все судьбы в единую слиты.

«Братські могили» — пісня Володимира Висоцького, написана близько 22 червня 1963 року. Відомий варіант редакції пісні від квітня 1965 року. Існує варіант назви пісні за її скороченим першим рядком — «На братських могилах».

## Театр і кіно
За свідченням Л. В. Абрамової, вперше пісня була виконана 22.06.1963 на дні народженні батька поета — С. В. Висоцького. Пізніше (приблизно 1965 року) пісня розглядалася для спектаклю Театру на Таганці «Полеглі і живі». Але, незважаючи на те, що 3-й куплет був дещо перероблений для відповідності сценарію, до спектаклю вона так і не увійшла.
Пісня набула популярності після виходу на екрани фільму Віктора Турова «Я родом з дитинства» (1965-66), де її виконував сам автор (фрагмент — строфи 3-4, під гітару) і Марк Бернес. В одному з інтерв'ю перша дружина режисера, Світлана Турова, розповідала, що було багато суперечок про те, в чиєму виконанні пісня повинна звучати з екрану. Фільм узгоджувався важко, режисера «тягали в КДБ. … Він не хотів, щоб було більше конфліктів, ніж було»; і затвердив Бернеса. Причому сам Висоцький відгукувався про це «чуже» виконання тільки позитивно: «Коли звучав голос Бернеса … що з людьми робилося…», «це чинило колосальну дію на слухачів».
21.08.1966 р. пісня у виконанні М. Бернеса прозвучала в радіопередачі «Доброго ранку!».

## Видання, концерти, записи
Завдяки популярності фільму, відбулася досить рідкісна, майже унікальна для віршів Висоцького в ті часи подія — текст пісні був опублікований в журналі «Нові фільми» (лютий 1967 року). В авторському виконанні «Братські могили» були записані 1969 року на мінському радіо в супроводі інструментального ансамблю «Тоніка». Існує також запис пісні з оркестром під керуванням Б. Федорова.
Пісня ще за життя автора виходила:
- в СРСР на платівках — міньйоні «Пісні Володимира Висоцького» («Мелодія», вересень 1972 р.) і в збірці «Друзям-однополчанам» («Мелодія», 1979)[2];
- у Франції на дисках «Le nouveau chansonnier international URSS» (1977)[2], «Перерваний політ» (1977).

Надалі пісня увійшла в:
- диск «Chanson des temps nouveaux». Vladimir Vissotski (1981, Франція);
- подвійний альбом військових пісень «Сини йдуть у бій» (1986, СРСР);
- перший і 3-й диски серії «На концертах Володимира Висоцького» (відповідно, «Сентиментальний боксер» і «Москва-Одеса»; жовтень 1987, СРСР);
- CD «150 пісень. В. Висоцький в супроводі оркестрів» (2005, Росія).

Більшість своїх концертів Висоцький починав саме з «Братських могил». Цікаво, що незважаючи на те, що пісня не увійшла в спектакль «Полеглі і живі», іноді Висоцький на виступах анонсував її саме як «пісню з вистави». На деяких зустрічах зі слухачами автор присвячував пісню пам'яті М. Бернеса.
4 жовтня 1978 року піснею «Братські могили» В. Висоцький закінчив свій виступ у Грозному, на телебаченні Чечено-Інгушської АРСР. Існує чорно-білий запис цього виступу.

## Інші виконавці пісні
- Марк Бернес
- «Сплін»
- «Любе» (соліст М. Расторгуєв)
- Григорій Лепс (9.05.2007, на святковому концерті на Красній площі Москви; 9.05.2019, на концерті в честь дня Перемоги)
- А. Маршал